# Осада Алькасара
Осада Алька́сара (21 июля — 27 сентября 1936) — эпизод гражданской войны в Испании, имевший важное символическое значение для испанских националистов.

## Предыстория
Толедский алькасар — это древняя каменная крепость в Толедо. Долгое время она была резиденцией испанских монархов, а с XVIII века там разместилась военная академия. После пожара 1866 года Алькасар был частично перестроен с применением стали и бетона.

## Ход боевых действий

### Мятеж
Толедо имел важное значение, так как там находился патронный завод. Сразу после начала путча военный комендант Толедо Москардо 18 июля поддержал мятеж националистов, однако сформированное 19 июля правительство Хосе Хираля сразу же начало раздачу оружия сторонникам Народного фронта, в результате чего республиканская милиция получила перевес над сторонниками националистов. Мятежники в Толедо были вынуждены отступить в Алькасар.

### Осада

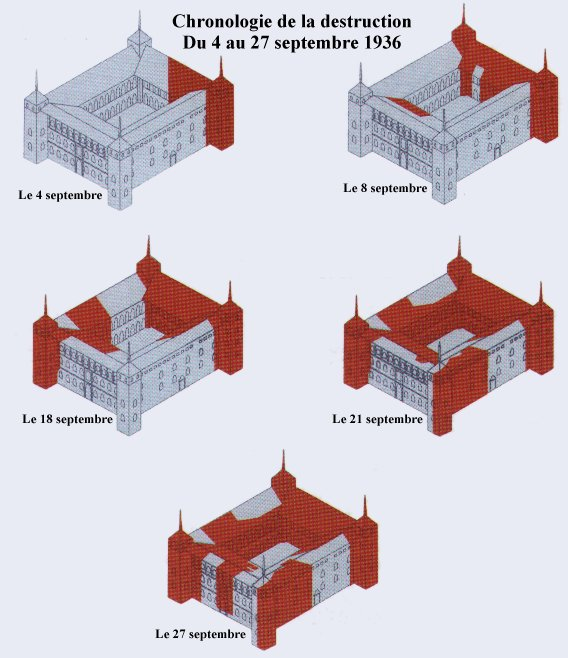
Постепенное разрушение Алькасара осаждающими

Правительство Хираля за несколько дней превратилось в орган всего лишь номинальной власти. Республика не имела ни военного министерства, ни генерального штаба; у номинального военного министра Сарабии не было действенной связи с фронтом и военной промышленности. В результате к 10 августа наступление республиканцев на опорные пункты мятежа было отбито; они были остановлены малочисленными, но хорошо обученными и дисциплинированными мятежниками.
Тем не менее предводители республиканской милиции упрямо желали овладеть сразу всеми пунктами, удерживаемыми мятежниками, в результате распылив по стране для участия в осадах половину вооружённых сил Республики, но нигде не получив решающего перевеса. Алькасар с июля был окружён баррикадами, и республиканцы пытались овладеть крепостью то артогнём, то приступом, то с помощью переговоров. Однако более половины снарядов из-за долгого хранения на складах испортилось и не взрывалось, а штурмы не имели успеха из-за несогласованности действий нападавших (многие из них попросту ленились карабкаться на крутой холм перед крепостью). Переговоры тоже провалились: Москардо был смел и упрям, а большинство его сил составляли представители гражданской гвардии, которые предпочитали смерть капитуляции.
Во время и после гражданской войны широко обсуждался эпизод с расстрелом республиканцами сына Москардо. Сохранилась стенограмма переговоров руководителя осады Кандидо Кабельо и Москардо, после которых единственный из оставшихся в живых сын Москардо (Луис) был расстрелян.
Защищавших Алькасар гражданских гвардейцев, курсантов, военных и националистов (преимущественно фалангистов) было около 1000 человек — в 8 раз меньше, чем осаждающих. Однако защитники Алькасара знали, что в случае поражения пощады им не будет, и сражались за свою жизнь, в то время как республиканцы ездили в Толедо не побеждать, а развлекаться — «пострелять по мятежникам». Но высокие и крепкие стены Алькасара не давали возможности просто задавить защитников числом, а отсутствие среди осаждающих военных специалистов приводило к тому, что выдвигались самые фантастические и неуклюжие проекты овладения крепостью, которые неизменно заканчивались неудачей. Сделать подкоп и взорвать стены Алькасара динамитом не удалось из-за скального грунта, который было трудно пробить, и неопытности подрывников. Энтузиасты-анархисты предложили облить каменные стены бензином и поджечь их, выкуривая осаждённых, но не добились ничего, кроме многочисленных ожогов и ранений её участников.
Тем временем осаждённые, слушая радио, узнали, что восстание продолжается, что армия из Испанского Марокко высадилась на юге и идёт к Мадриду, и это их воодушевило. В середине сентября над Алькасаром появились самолёты мятежников. Сброшенные ими листовки содержали обещания скорой выручки защитников города.

### Снятие осады
В 20-х числах сентября Франко, вопреки требованиям соратников и настояниям иностранных офицеров, остановил продвижение к Мадриду и повернул часть сил на юг: восставшим был очень нужен Толедский патронный завод — один из крупнейших в стране. Кроме того, в преддверии борьбы за Мадрид было неразумно оставлять большую республиканскую группировку у себя на фланге.
27 сентября националисты вышли к окраинам Толедо и открыли артиллерийский огонь по городу, вокзалу и Мадридскому шоссе.  Пленных при взятии Толедо националистами не было: брошенные в толедской больнице раненые республиканцы были зверски перерезаны марокканцами. Единственная мало-мальски дисциплинированная колонна Эмиля Клебера и Энрике Листера оставила город с боем и закрепилась восточнее него.
Когда Варела с войсками подошёл к Алькасару, навстречу ему вышел заросший бородой Москардо с офицерами, и отрапортовал:
В Алькасаре всё спокойно, мой генерал.
После снятия осады Москардо был произведён в генералы и отправлен в отпуск.

## Осада Алькасара в культуре
В 1939 году испанский художник Игнасио Сулоага монументальную картину «Осада Алькасара».
В 1940 году в Италии режиссёр Аугусто Дженина снял фильм «Осада Алькасара», который завоевал приз «Кубок Муссолини» на 8-м Венецианском кинофестивале 1940 года.